# Henry Barraud
Henry Barraud (ur. 23 kwietnia 1900 w Bordeaux, zm. 28 grudnia 1997 w Paryżu) – francuski kompozytor.

## Życiorys
Muzyki uczył się początkowo samodzielnie, w większej części nieregularnie. W młodości pracował w rodzinnym biznesie winiarskim i dopiero w 1926 roku wstąpił do Konserwatorium Paryskiego, gdzie kształcił się u Paula Dukasa, Louisa Auberta i Georgesa Caussade. Szybko został jednak wyrzucony z uczelni, gdyż jego awangardowe kompozycje nie spodobały się gronu pedagogicznemu. Należał do założonego przez Pierre’a-Octave Ferrouda ugrupowania artystycznego Le Triton. Podczas II wojny światowej pracował w radiostacji francuskiego ruchu oporu. W latach 1948–1965 był dyrektorem muzycznym radia francuskiego. Odznaczony komandorią Orderu Sztuki i Literatury (1994).
Jako kompozytor był umiarkowanym tradycjonalistą, poszukującym nowych środków wyrazu muzycznego, wolnych od konwencji harmonicznych i kontrapunktycznych typowych dla neoklasycyzmu. W swojej twórczości nawiązywał do średniowiecznego modalizmu, posługiwał się także techniką dodekafoniczną. Komponował opery, balety, muzykę filmową i radiową. Napisał m.in. oratorium Le Mystère des Saints Innocents (1946–1947), koncert fortepianowy (1939), koncert fletowy (1962), Rapsodie dionysienne na orkiestrę (1962), Symphonie concertante na trąbkę (1966), Études na orkiestrę (1967), Une saison en enfer na orkiestrę (1969), kwartet saksofonowy (1972), Te Deum na chór i 16 instrumentów dętych (1955), La Divine Comédie na 5 głosów solowych i orkiestrę do tekstu Dantego (1972). 
Opublikował książkę na temat Berlioza (1955) oraz rozprawy La France et la musique occidentale (1956), Pour comprendre les musiques d’aujourd’hui (1968) i Les cinq grands opéras (1972).